# Дін Келлі
Дін Келлі (англ. Dean Kelley, 23 вересня 1931 — 13 січня 1996) — американський баскетболіст.
Олімпійський чемпіон 1952 року.
Переможець Панамериканських ігор 1955 року.